# Gorgelgrabenbach
Der Gorgelgrabenbach ist ein rund 1,5 Kilometer langer rechter Nebenfluss des Liebochbaches in der Steiermark. Er entspringt südsüdwestlich des Hauptortes von Stiwoll und fließt in einem Rechtsbogen um den Schmelzerkogel (710 m ü. A.) und unter dem Siedlungsplatz Gorl vorbei insgesamt nach Nordosten. Südlich von Stiwoll mündet er in der Nähe der L336 in den Liebochbach, der dann etwas nach links abknickt. Auf seinem Lauf nimmt der Gorgelgrabenbach von links drei unbenannte Bäche auf.